# Giustina Demetz
Giustina Demetz (ur. 27 kwietnia 1941 w Santa Cristina) – włoska narciarka alpejska.

## Kariera
W zawodach Pucharu Świata zadebiutowała w styczniu 1967 roku. Pierwsze punkty wywalczyła 11 stycznia 1967 roku w Grindelwald, gdzie zajęła szóste miejsce w gigancie. Na podium zawodów PŚ jedyny raz stanęła 3 marca 1967 roku w Sestriere, wygrywając rywalizację w zjeździe. W zawodach tych wyprzedziła dwie Francuzki: Marielle Goitschel i Florence Steurer. Była też między innymi dwukrotnie czwarta w tej samej konkurencji: 13 stycznia 1967 roku w Grindelwald i 31 stycznia 1969 roku w St. Anton am Arlberg. W sezonie 1966/1967 zajęła dziewiąte miejsce w klasyfikacji generalnej, a w klasyfikacji zjazdu była trzecia.
Wystartowała na igrzyskach olimpijskich w Innsbrucku w 1964 roku, gdzie była jedenasta w zjeździe i czternasta w gigancie. Podczas rozgrywanych cztery lata później igrzysk w Grenoble była trzynasta w zjeździe i czternasta w gigancie. W międzyczasie była piąta w kombinacji oraz szósta w zjeździe i gigancie na mistrzostwach świata w Portillo w 1966 roku.
W 1970 roku zakończyła karierę.

## Osiągnięcia

### Igrzyska olimpijskie
| Miejsce | Dzień     | Rok  | Miejscowość | Konkurencja | Czas biegu | Strata | Zwyciężczyni        |
| ------- | --------- | ---- | ----------- | ----------- | ---------- | ------ | ------------------- |
| DSQ1    | 1 lutego  | 1964 | Innsbruck   | Slalom      | 1:29,86    | -      | Christine Goitschel |
| 14.     | 3 lutego  | 1964 | Innsbruck   | Gigant      | 1:52,24    | +4,28  | Marielle Goitschel  |
| 11.     | 6 lutego  | 1964 | Innsbruck   | Zjazd       | 1:55,39    | +5,81  | Christl Haas        |
| 13.     | 10 lutego | 1968 | Grenoble    | Zjazd       | 1:40,87    | +3,35  | Olga Pall           |
| DNF2    | 13 lutego | 1968 | Grenoble    | Slalom      | 1:25,86    | -      | Marielle Goitschel  |
| 14.     | 15 lutego | 1968 | Grenoble    | Gigant      | 1:51,97    | +5,89  | Nancy Greene        |

### Mistrzostwa świata
| Miejsce | Dzień       | Rok  | Miejscowość | Konkurencja | Czas biegu | Strata     | Zwyciężczyni        |
| ------- | ----------- | ---- | ----------- | ----------- | ---------- | ---------- | ------------------- |
| DSQ1    | 1 lutego    | 1964 | Innsbruck   | Slalom      | 1:29,86    | -          | Christine Goitschel |
| 14.     | 3 lutego    | 1964 | Innsbruck   | Gigant      | 1:52,24    | +4,28      | Marielle Goitschel  |
| 6.      | 6 lutego    | 1964 | Innsbruck   | Zjazd       | 1:55,39    | +5,81      | Christl Haas        |
| ?       | 5 sierpnia  | 1966 | Portillo    | Slalom      | 1:30,48    | ?          | Annie Famose        |
| 6.      | 11 sierpnia | 1966 | Portillo    | Gigant      | 1:22,64    | +3,44      | Marielle Goitschel  |
| 6.      | 14 sierpnia | 1966 | Portillo    | Zjazd       | 1:33,42    | +1,52      | Marielle Goitschel  |
| 5.      | 14 sierpnia | 1966 | Portillo    | Kombinacja  | 8,76 pkt   | +74,92 pkt | Marielle Goitschel  |
| 13.     | 10 lutego   | 1968 | Grenoble    | Zjazd       | 1:40,87    | +3,35      | Olga Pall           |
| DNF2    | 13 lutego   | 1968 | Grenoble    | Slalom      | 1:25,86    | -          | Marielle Goitschel  |
| 14.     | 15 lutego   | 1968 | Grenoble    | Gigant      | 1:51,97    | +5,89      | Nancy Greene        |

### Puchar Świata

#### Miejsca w klasyfikacji generalnej
- sezon 1966/1967: 9.
- sezon 1968/1969: 24.
- sezon 1969/1970: 33.

#### Miejsca na podium
1. Sestriere – 3 marca 1967 (zjazd) – 1. miejsce